# Anderson Lake (Antarktika)
Der Anderson Lake ist ein See an der Ingrid-Christensen-Küste des ostantarktischen Prinzessin-Elisabeth-Lands. Im südlichen Teil der Vestfoldberge liegt er 2,3 km südwestlich der Ellis Rapids.
Das Antarctic Names Committee of Australia benannte ihn 1973 nach Keith R. Anderson, Elektrotechniker auf der Davis-Station im Jahr 1971.